# Gert Heerkes

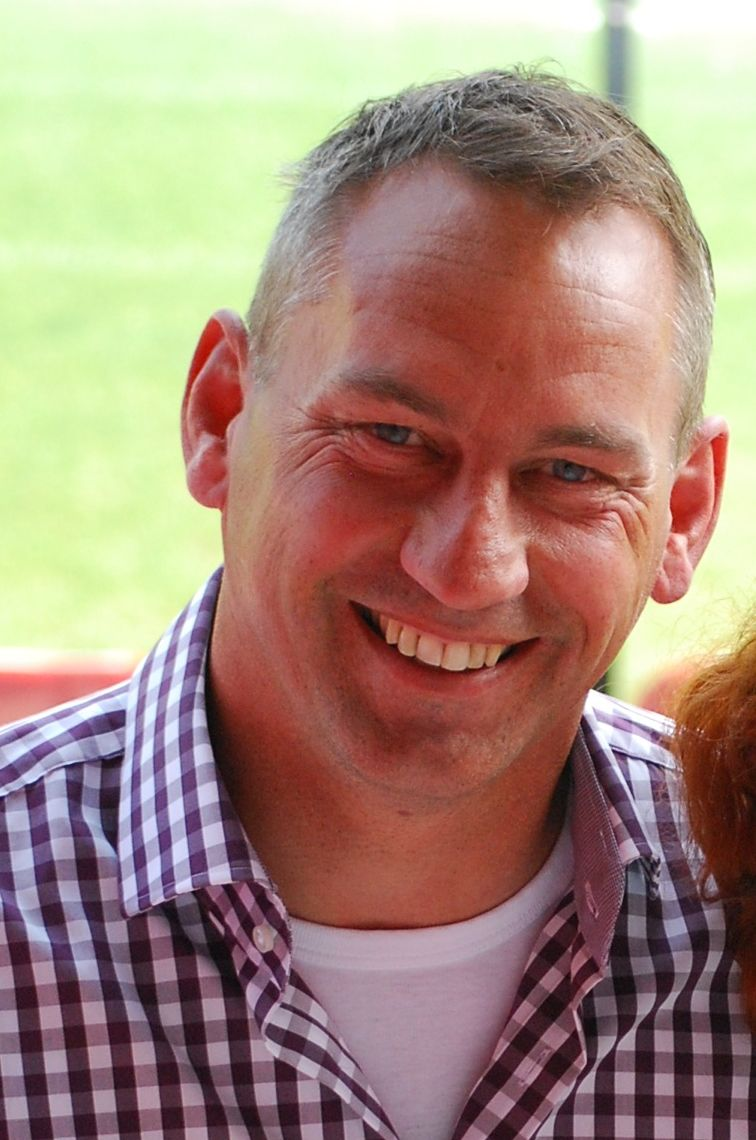
Gert Heerkes

Gerrit Johannes (Gert) Heerkes (Hardenberg, 3 november 1965) is een Nederlands voetbaltrainer.
Als doelman speelde hij in het amateurvoetbal onder meer voor CSVC en HZVV.
Heerkes' carrière als trainer in het betaald voetbal begon op 2 januari 2008 bij Heracles Almelo. Daar werd hij aangesteld als opvolger van de ontslagen Ruud Brood. Eerder was hij trainer van amateurclubs PH Almelo, SV Gramsbergen, Quick'20 en Germanicus. In zijn eerste seizoen behoedde Heerkes Heracles met een veertiende plaats voor degradatie uit de Eredivisie en bereikte hij met de club de halve finale van de KNVB beker. Daarin was Roda JC te sterk. Ook in zijn tweede seizoen eindigde hij met Heracles Almelo op een veilige positie in de Eredivisie door vijftiende te worden. Heerkes moest van het bestuur van de club echter bij aanvang van het seizoen 2009/2010 plaatsmaken voor Gertjan Verbeek.
Heerkes trad daarop in dienst bij sc Heerenveen als assistent-trainer van hoofdcoach Jan de Jonge. Toen die in februari 2010 zijn ontslag aanbood, zat ook Heerkes' tijd bij de Friezen erop. Bij Willem II werd in diezelfde periode Alfons Groenendijk ontslagen als trainer en opgevolgd door Arno Pijpers. Pijpers staakte zijn werkzaamheden bij de Tilburgse club echter na twee maanden om gezondheidsredenen. Theo de Jong hielp Willem II daarop als interim-coach door de nacompetitie. In juni 2010 werd Heerkes in Tilburg aangesteld als nieuwe hoofdtrainer. Hij tekende voor twee seizoenen met een optie op nog een jaar. Op 15 april 2011 werd hij ontslagen.
In juni 2011 werd hij aangesteld als hoofdtrainer bij SC Veendam. Die club ging op 25 maart 2013 failliet.
In oktober 2013 tekende hij tot medio 2014 als hoofd-opleidingen bij Honvéd Budapest in Hongarije.
In december 2013 ging Heerkes aan de slag als assistent-trainer bij de Super League-club Jiangsu Sainty in Nanjing. Dat bleef hij tot eind 2014. Hierna werd hij hoofd opleidingen en assistent-trainer bij FC Emmen. Na het vertrek van hoofdtrainer Marcel Keizer in maart 2016, die overstapte naar SC Cambuur, maakte Heerkes het seizoen 2015/16 af als hoofdtrainer. Hierna werd hij wederom assistent. In januari 2017 werd hij in China hoofdtrainer van Qingdao Red Lions. Hij werd in december 2017 aangesteld als assistent-trainer van het beloftenteam van Rosenborg BK.